# Воля-Солецька-Друга
Воля-Солецька-Друга (пол. Wola Solecka Druga) — село в Польщі, у гміні Ліпсько Ліпського повіту Мазовецького воєводства.
Населення — 280 осіб (2011).
У 1975-1998 роках село належало до Радомського воєводства.

## Демографія
Демографічна структура станом на 31 березня 2011 року:
|          | Загалом | Допрацездатний вік | Працездатний вік | Постпрацездатний вік |
| -------- | ------- | ------------------ | ---------------- | -------------------- |
| Чоловіки | 135     | 29                 | 94               | 12                   |
| Жінки    | 145     | 33                 | 78               | 34                   |
| Разом    | 280     | 62                 | 172              | 46                   |